# Койккюла
Ко́йккюла (ест. Koikküla) — село в Естонії, у волості Валґа повіту Валґамаа.

## Населення
Чисельність населення на 31 грудня 2011 року становила 165 осіб.

## Географія
Через населений пункт проходить автошлях 67 (Виру — Миністе — Валга).

## Історія
До 22 жовтня 2017 року село входило до складу волості Тагева.

## Видатні особи
У Койккюла народився Юган Кіккас (1892—1944), естонський важкоатлет, бронзовий медаліст на Літніх Олімпійських іграх 1924 року.